# Das Chamäleon oder Die Kunst, modern zu sein
Das Chamäleon oder Die Kunst, modern zu sein ist ein Erzählungenband von Richard Christ. Der 1973 im Ost-Berliner Verlag der Nation erschienene Band ist die zweite Veröffentlichung des später als Reiseschriftsteller produktiven Autors.

## Inhalt

### Remis
Der Erzähler ist leitender Chemielaborant, der in der Freizeit Schachturniere bestreitet. Ihm sagt man deshalb eine mathematisch-logische Begabung nach, dagegen wenig Kunstverstand. Er wird in ein Kulturhaus zu einer Lesung eingeladen, verbleibt aber in der Pause schachspielend in einem Nebenraum. Während der Partie berichtet er seinem nur mäßig spielenden Gegner von seinen bisherigen Eindrücken. Der aufmerksam der Kritik lauschende Gegner entpuppt sich als Nestor des veranstaltenden Verbandes. Die Kritik ist willkommen und der Erzähler erkennt, dass er als Wissenschaftler klare Verfahrenstechniken und Prüfmethoden hat. Künstler aber hätten es schwerer, weil es kein „ästhetisches Lackmuspapier“ gibt. So kam nun ein Feedback von jenseits des eigenen Organisations-Tellerrandes.

### Die andere Seite der Welt
Die Erzählung beginnt in der DDR zur Zeit der verbliebenen offenen Grenze in Berlin, also vor August 1961. Ein junges studentisches Liebespaar vernachlässigt das jeweilige Studium, hadert mit althergebrachten Moralvorschriften und wird trotz grundsätzlicher positiver Aufnahme im Kulturbetrieb in der künstlerischen Entfaltung gehemmt. Er, ein Schauspieler, geht deshalb in den Westen, während sie, eine Lyrikerin, erst ihr Studium zu Ende bringt. Er schildert Ellenbogenmentalität, Snobismus, gelebten Klassenkampf, Kommerzialisierung der Kunst und staatliche Verhöre. Er bereut seinen Schritt und will zurück in die DDR. Seine nachgekommene Freundin wird als „Opfer kommunistischer Kulturpolitik“ vermarktet, was ihr zwar nicht gefällt, ihr das Leben aber angenehm sein lässt, weshalb sie – die Warnungen des Freundes in den Wind schlagend – in der BRD zu bleiben gedenkt. Ohne die geliebte Person an ihrer Seite und mit nachlassender Popularität konfrontiert, fühlt sie sich „hereingelegt“. Außerdem bekommt sie mit, dass andere aus der DDR geflüchtete Autoren ein trostloses Dasein im Westen fristen. Da die Unglückliche bei Rückkehr in die DDR die persönliche Blamage fürchtet sowie ihre Verse vor dem Glaubwürdigkeitsverlust bewahren will, bleibt sie in der westdeutschen Großstadt und schlägt sich als Werbetexterin durch.

### Überlegungen beim Begrabenwerden
Ein aufgebahrter Theaterschauspieler nimmt das Treiben um seinen Sarg wahr. Als sein Freund, der Theaterarzt, an ihn herantritt und befühlt, spürt der Schauspieler wie das Leben in ihn zurückkehrt. Letztlich ist er gar nicht aufgebahrt, sondern liegt im Krankenhausbett. Er dämmert wieder weg, „aber es wird nicht dunkel wie vordem“. (S. 105)

### Das Chamäleon oder Die Kunst, modern zu sein
Handlung
Ein 1932 als Nachwuchshoffnung prämierter Meisterschüler lässt sich nach Kriegsende in Westdeutschland nieder und kommt langsam mithilfe eines ehemaligen Studienkollegen, der sich schon im Dritten Reich als Mitläufer und Profiteur erwiesen hat, wieder auf die Beine. 1948/49 tüfteln beide einen kampagnenunterstützten Plan zu seiner Etablierung als gefeierter Trendsetter und Spitzenverdiener auf dem Kunstmarkt aus. Die Vorgehensweise besteht in der Lancierung von neuen Stilbegriffen und Ansprache von noch nicht geweckten Zielgruppen zwecks stetig neuer Nachfrage. Das „Nach-oben-kommen“ ist nach seiner Meinung das Entscheidende, denn es zähle nicht das Können, sondern der Ruhm. So habe Picasso mit 60 Kunst „nicht mehr nötig [gehabt], verkaufte Narrheiten, und die Welt rutschte vor ihm auf den Knien“. (S. 181) Im Laufe der Jahre entwickelt und etabliert er Stil um Stil, immer rasanter wechseln die Richtungen – jedes Mal wird er berühmter und reicher.
Örtlichkeiten
Der Heimatort des Ich-Erzählers liegt in Mitteldeutschland (S. 110), wird aber nicht genau bezeichnet. Für das Studium zieht er nach Bayern (S. 110) um, von wo aus er sich die besten Voraussetzungen für den Karrierestart verspricht. Die Kunsthochschule und die aus Losverkauf, Billettkontrolle und Gläserabräumen bestehende Ferienarbeit (S. 111) lassen München erkennen. Auch die Stadt, die er als Ausgangspunkt seiner neuerlichen (nämlich Nachkriegs-)Karriereplanung auswählt, wird nicht explizit genannt. Die Erwähnungen einer „Fächerstadt“ in der amerikanischen Besatzungszone mit Kunsthochschule, einem Schloss und einem Rheinhafen sowie dem Karnevalsbezug (S. 142–147) deuten auf Karlsruhe hin. Ein „Süddeutscher Hof“ (S. 169, 172) lässt sich dort nicht nachweisen. In diesem seinem Lebensmittelpunkt findet die Vereinnahmung von Stadtvätern, Galeristen und dem Klerus statt. Die für das künstlerische Schaffen bedeutende Stadt Düsseldorf wird später (S. 179) für die Einführung des erfundenen Stils „Technostrukt“ benutzt. Am Ende bewohnt der Erzähler einen Atelier-Bungalow an einem Schweizer See (S. 193 f, 196).
Interpretation
Fritz Matke wies 1973 in seiner Rezension für die Tribüne darauf hin, dass es sich beim Erzähler um keinen „Helden“, sondern um „eine unangenehme Figur, eben um ein menschliches Chamäleon“ handele. Er sei „talentiert, aber charakterlos“, schildere „seinen elitären Aufstieg, der recte ein elender Abstieg“ sei. Der unablässige kalkulierte Wechsel von Gesinnung und Meinung, „um zu Ruhm und Geld zu gelangen“ sei möglich, „weil der Kunstbetrieb im Kapitalismus, hier vorwiegend dargestellt am Beispiel BRD, viele Künstler dazu direkt“ animiere.
Willi Köhler betonte im Neuen Deutschland, dass die Gesellschaft der DDR keine derartigen Strukturen aufweise.
Für den mit „Me.“ zeichnenden Literaturkritiker der Neuen Zeit ist der Erzähler ein „Scharlatan, der ständig neue Kunsttheorien produziert und Kunstrichtungen kreiert, die ihm in der kapitalistischen Gesellschaft erfolgsträchtig erscheinen“. Seine „Lebensbeichte“ sei „mit geläufiger Zunge“ vorgetragen. Immerhin folge er nicht der Praxis „unverdrossener Memoirenschreiber“, heikle Aspekte zu kaschieren.
2022 nahm Dietmar Zobel den Erzähler als einen Maler wahr, „der buchstäblich alles kann, raffiniert neue Modeströmungen schafft und ausbeutet, zwar nicht glücklich damit wird, immerhin jedoch zu Ruhm, Ansehen und sehr viel Geld gelangt. Seine Einstellung gegenüber dem zahlenden Publikum ist naturgemäß nur noch zynisch.“

## Rezeption in der DDR
Fritz Matke attestierte Richard Christ „Einfälle jenseits des Üblichen, den satirisch-kritischen Duktus, Originalität im Inhalt sowie jenes Tempo des Ablaufs, das beim Lesen kein Gähnen aufkommen läßt und obendrein hochprozentiges Vergnügen bereitet.“ In den vier Geschichten thematisiere Christ kunstpolitische Probleme in beiden deutschen Staaten. Die Lektüre zwinge „zum Mitdenken und zur Stellungnahme“.
Willi Köhler schieb: „In jeder der Erzählungen geht es um Fragen der Kunst, um die Beziehungen zwischen Kunst und Politik, das Verhältnis zu Staat und Volk. Dabei erweist sich der Autor als ein Erzähler, der erzählen kann und der seine Problematik mit mannigfaltigen Stilmitteln angeht.“
„Me.“ fand die Erzählungen kurzweilig, stilsicher, geistvoll spöttisch, originell und „zuweilen aphoristisch zugespitzt“. Er resümierte: „Alles in allem: Erzählungen eines Autors, der mit sprachlicher Genauigkeit und Gestaltungskunst sein Thema vorzutragen versteht.“
In der Wochenpost befand Martin Schmidt: „Der Autor versteht es, den Leser nach seiner eigenen Position zu befragen. Die Vielfalt von Christs Schreibweise weckt Leseinteresse, und der satirische Schwung entlockt häufig ein Schmunzeln der Erkenntnis.“

## Veröffentlichungshinweise
Der Verlag der Nation veröffentlichte vier Auflagen: 1973, 1974, 1977 und 1981. Die Schutzumschlag-Zeichnung mit dem Chamäleon, das einen Anzug trägt, auf einem Stuhl sitzt und raucht, stammt von Albrecht von Bodecker. Der Umfang der vier enthaltenen Erzählungen differiert stark: Die kürzeste (Überlegungen beim Begrabenwerden) ist 15 Seiten lang, die titelgebende Erzählung ist 92 Seiten lang. Die Erzählung Remis wurde zuvor bereits in verschiedenen Zeitungen und Zeitschriften der DDR und der Sowjetunion abgedruckt, zum Beispiel 1971 in der Wochenpost.